# Thomas von Randow
Thomas von Randow (Breslau, Silésia, 26 de dezembro de 1921 – Hamburgo, 29 de julho de 2009) foi um matemático e jornalista alemão, que publicou enigmas matemáticos e lógicos sob o pseudônimo de Zweistein na coluna "Logelei" no jornal Die Zeit. (Depois de 2005, sua coluna e pseudônimo foram continuados por Bernhard Seckinger e Immanuel Halupczok.)

## Publicações
Muitos de seus enigmas lógicos foram publicados nos seguintes livros:
- 99 Logeleien von Zweistein. Christian Wegner, Hamburgo 1968
- Neue Logeleien von Zweistein. Hoffmann und Campe, Hamburgo 1976
- Logeleien für Kenner. Hoffmann und Campe, Hamburgo 1975
- 88 neue Logeleien. Nymphenburger, Munique 1983
- 87 neue Logeleien. Rasch und Röhring, Hamburgo 1985
- Weitere Logeleien von Zweistein. Deutscher Taschenbuchverlag (dtv), Munique 1985, ISBN 3-485-00446-4
- Zweisteins Zahlenmagie. Mathematisches und Mystisches über einen abstrakten Gebrauchsgegenstand. Von Eins bis Dreizehn. Illustrationen von Gerhard Gepp. Christian Brandstätter, Viena 1993, ISBN 3854474814
- Zweisteins Zahlen-Logeleien. Insel, Frankfurt am Main e Leipzig 1993, ISBN 3-458-33210-3